# تشاهك (غرمسار كرمان)
تشاهك (بالفارسية: چاهک) هي قرية تقع في إيران في قسم مردهك الریفي. يقدر عدد سكانها بـ 106 نسمة بحسب إحصاء 2016.